# Pertjajah Luhur
El Pertjajah Luhur (PL) (en español: Imperio Glorioso) es un partido político surinamés fundado el 5 de diciembre de 1998, que representa a la comunidad javanesa del país. Tiene sus orígenes en el partido Pendawa Lima fundado en 1977, y es liderado por Paul Somohardjo.
Entre 2000 y 2010 formó parte del Frente Nuevo, y participó en el segundo gobierno de Ronald Venetiaan. Tras las elecciones generales de 2010, en las que formó parte de la Alianza Popular para el Progreso, pasó a ocupar dos cargos ministeriales en el gobierno de Desi Bouterse.
Posteriormente pasó a formar parte de la oposición y en las elecciones generales de 2015 formó parte de la coalición V7.
Tras las elecciones generales de 2020, cuenta con dos escaños en la Asamblea Nacional. Asimismo, pasó a formar parte del gobierno de coalición presidido por Chan Santokhi y ocupó dos puestos ministeriales en el gabinete.